# 膜蛸
膜蛸，八腕目章鱼科双章鱼属的一个种。

## 分类历史
1832年，Quoy和Gaimard最先有效描述该物种，将其命名为“Octopus membranaceus”，属于章鱼属（Octopus，又名蛸属）。
1882年，保罗·亨利·费舍尔最早定义了双章鱼属（Amphioctopus），以膜蛸为模式种。1929年，Robson在其对章鱼的生物学分类综述中将膜蛸视为疑名，将双章鱼属的物种重新被归类到蛸属。2005年，Huffard和Hochberg不同意Robson将膜蛸定为疑名的決定，认为其仍是有效命名，恢复了双章鱼属（Amphioctopus）。

## 地理分布
膜蛸广泛分布于印度洋和太平洋海域。